# Katzenjammer Kabarett
Katzenjammer Kabarett war eine französische Musikgruppe. Die Band selbst bezeichnete ihre Musik als „Death Rock Cabaret“ sowie als „Multireferential Post-Punk“.

## Geschichte
Musikalisch inspiriert von alten Post-Punk- und Gothic-Rock-Bands wie Bauhaus, Christian Death oder Siouxsie and the Banshees, gründete sich 2004 die Formation Katzenjammer Kabarett. Insgesamt zwar musikalisch dem Death Rock zuzuordnen, sprengte die Band konventionelle Genregrenzen durch regen Einsatz von Stilmitteln aus Post-Punk, Kabarett-Anleihen, Klassischer Musik und elektronischen Elementen. Ästhetisch orientierte sich Katzenjammer Kabarett vor allem am deutschen Cabaret der Weimarer Republik. Weitere stilistische Einflüsse ergaben sich aus dem Dadaismus, dem Futurismus und dem Symbolismus.
Obwohl eine französische Gruppe, die zudem mit deutschen Bezeichnungen spielte, waren die Liedtexte, vorgetragen von Sängerin Mary Komplikated, allesamt auf Englisch. Nach einer EP folgte 2006 das selbstbetitelte Debütalbum. Kritikerlob und Festivalauftritte waren die Folge, bspw. beim Wave-Gotik-Treffen 2006 oder dem Amphi Festival 2007. Für die artverwandten Dresden Dolls spielte die Band mehrmals als Vorgruppe. Im Januar 2009 erschien das zweite Album der Gruppe, mit dem Titel Grand Guignol & Variétés. 2010 löste sich die Musikgruppe auf.

## Katzkab
Nach dem Ende von Katzenjammer Kabarett riefen die beiden Mitglieder Klischee und Mr. Guillotine 2011 die Band Katzkab ins Leben, die musikalisch die Linie der Vorgängergruppe zu Teilen weiter führt, jedoch mehr auf Electropunk und Electroclash setzt. 2012 erschien eine selbstbetitelte EP und 2013 das Debütalbum Objet No. 1. Dieser folgte 2015 die EP Objet No. 2.

## Diskografie

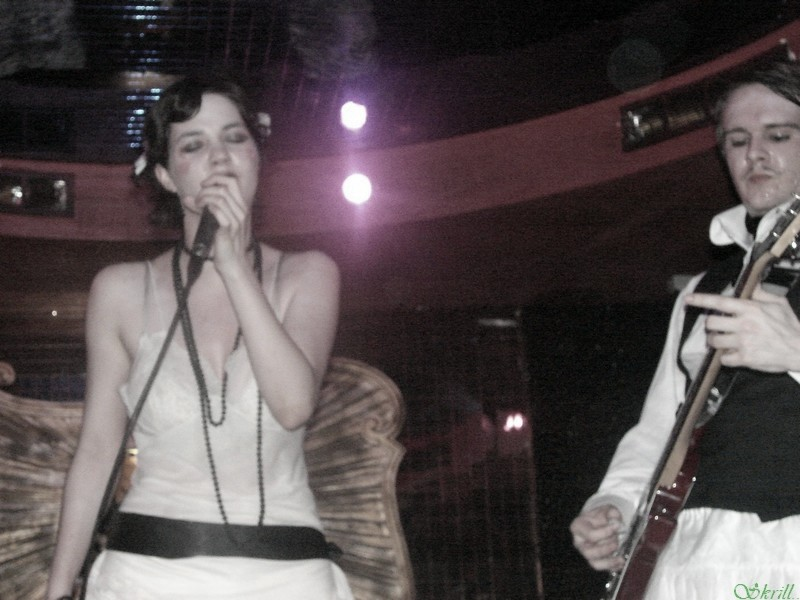
Live in Paris (2008)

### Alben
- 2006: Katzenjammer Kabarett (Subterfuge Records)
- 2009: Grand Guignol & Variétés (Projekt Records)

### EPs
- 2005: Pour Vos Enfants (Subterfuge Records)

### Samplerbeiträge
- 2004: New Dark Age Vol. 2 (Lied: „Gemini Girly Song“)
- 2004: Pagan Love Songs (Lied: „Eve at the Mansion“)
- 2005: Gothic Compilation # 29 (Lied: „Lies Suck Not“)
- 2005: A Dark Cabaret (Lied: „Gemini Girly Song“)
- 2010: Twisted Cabaret Vol. 1 (Lied: „Saylor Sandham's Sister“)